# Ferdinand Deconchy
Ferdinand Deconchy, né le 11 juillet 1859 à Paris et mort le 13 janvier 1946 à Nyons, est un peintre français.

## Biographie
Pierre Victor Ferdinand Deconchy est le fils de l'architecte Jean-Ferdinand Deconchy, dit Fernand Deconchy (1827-1911). Son beau-frère est Louis Bonnier (1856-1946), également architecte. 
Élève de son père et d'Évariste-Vital Luminais en peinture, Ferdinand Deconchy est admis aux Beaux-arts de Paris le 27 avril 1876, présenté par Charles Laisné et en sort diplômé en 1881.
Il expose au salon de la Société nationale des beaux-arts à partir de 1893, des paysages peints. Il est présent au Salon d'Automne de 1903 à 1906. La galerie Le Barc de Boutteville le présente dans le cadre de ses expositions consacrées au postimpressionnisme.
Il produit des paysages inspirés de la Bretagne, de la Normandie, des environs de Cagnes-sur-Mer, et aussi du Mexique et d'Afrique du Nord, régions qu'il a visité. Son séjour en Tunisie est attesté par l'autrice Claire Géniaux.
Il arrive à Cagnes vers 1892, où Louis Bonnier lui dessine en 1900 une villa, La Bégude ; cette ville dont Ferdinand devient maire entre 1912 et 1919. Il se lie par la même occasion à Auguste Renoir à partir de 1903 et épouse Thérèse Savournin (1874-1857).
Quittant La Bégude en 1925, il part s'installer à Saint-Jean-Cap-Ferrat et meurt à Nyons le 13 janvier 1946.
Une rue de Cagnes porte son nom.

## Collections publiques
- Cagnes, musée Renoir[6] :
  - Cagnes, le côté ouest vu de l'ubac, huile sur toile, 1898.
  - Vue de Cagnes depuis la Bégude, huile sur toile, après 1900.